# Poulton-with-Fearnhead
Poulton-with-Fearnhead ist eine Gemeinde (civil parish) in der englischen Unitary Authority Warrington in der Region North West England. Im Jahr 2022 zählte sie 16.770 Einwohner. Die Gemeinde umfasst einige nördliche und östliche Vororte von Warrington. Im Ortsteil Padgate befand sich im Zweiten Weltkrieg eine kleinere Luftwaffenbasis der Royal Air Force.